# Ніколаєвський сільський округ (Єсільський район)
Нікола́євський сільський округ (каз. Николаев ауылдық округі, рос. Николаевский сельский округ) — адміністративна одиниця у складі Єсільського району Північноказахстанської області Казахстану. Адміністративний центр — село Ніколаєвка.
Населення — 1388 осіб (2021; 1741 у 2009, 2276 у 1999, 3103 у 1989).
Станом на 1989 рік існувала Ніколаєвська сільська рада (села Каратал, Ніколаєвка).

## Склад
До складу округу входять такі населені пункти:
| Населений пункт  | Старі назви | Населення, осіб (1989) | Населення, осіб (1999) | Населення, осіб (2009) | Населення, осіб (2021) |
| ---------------- | ----------- | ---------------------- | ---------------------- | ---------------------- | ---------------------- |
| Каратал, село    | Марзагул    | 176                    | 200                    | 138                    | 76                     |
| Ніколаєвка, село | -           | 2927                   | 2076                   | 1603                   | 1312                   |